# Plenty Valente!
Plenty Valente! ist das zweite Studioalbum der Sängerin Caterina Valente. Das Werk enthält 12 englischsprachige Jazz- und Swing-Standards, darunter Kompositionen von Cole Porter, Johnny Green, Arthur Schwartz sowie Rodgers und Hart. Arrangeur und Orchesterleiter der 1956 in New York City entstandenen Aufnahmen war der US-amerikanische Orchesterleiter Sy Oliver. Das Album erschien 1957 in mehreren Ländern als Langspielplatte bei Polydor, in den USA hingegen auf dem Decca-Label. Das komplette Musikalbum wurde unter anderem 2002 mit dem Titel Caterina Valente in New York auf CD wiederveröffentlicht.

## Entstehungsgeschichte
Parallel zu ihren Erfolgen in Deutschland erlangte Caterina Valente Mitte der 1950er Jahre durch englische, spanische, französische, italienische und schwedische Aufnahmen auch beim internationalen Publikum Bekanntheit. So konnte sich der von Valente gesungene Titel The Breeze and I (1955) des kubanischen Komponisten Ernesto Lecuona 14 Wochen in den US-Charts behaupten. 1956 trat sie mit Chet Baker auf und nahm mit ihm die Stücke I’ll Remember April und Ev’ry Time We Say Goodbye auf. Im gleichen Zeitraum erschienen Caterina Valentes erste Langspielplatten, darunter die Kompilation The Hi-Fi Nightingale sowie ihr erstes Konzeptalbum Olé Caterina!, das in Zusammenarbeit mit ihrem Bruder Silvio Francesco entstand. Während Valentes Schallplatten in Europa und weiteren Ländern bei Polydor erscheinen, wurden diese in den USA bei Decca veröffentlicht.
Milt Gabler, einer der erfolgreichsten Musikproduzenten der multinationalen Plattenfirma, holte die erst 25-jährige Valente 1956 für Aufnahmen mit dem renommierten Bandleader und Arrangeur Sy Oliver nach New York. Am 9., 15. und 23. November entstanden dort, live zur Orchesterbegleitung, die insgesamt 12 Mono-Aufnahmen für das Musikalbum Plenty Valente!. Der Orchesterchef verfügte bei den Aufnahmen über namhafte Solisten wie Charlie Shavers (Trompete), J. J. Johnson (Posaune) und Hank Jones (Klavier). Vor der Session soll Oliver seine Musiker gewarnt haben, die europäische Sängerin zu unterschätzen: „This young lady is swinging, you'd better swing too!“. Während eines Gesprächs mit dem Musikjournalisten Jan Feddersen im Jahr 2003 erinnerte sich Caterina Valente an ihre Begegnung mit dem Orchester: „Fast in Ohnmacht bin ich gefallen. Da saßen all die berühmten Leute, die ich verehrt habe. Und Sy sagte nur zu mir, wir machen jetzt alles für dich. Unvorstellbar.“
Anfang 1957 kam das Album unter dem Titel Plenty Valente! auf dem Markt (Polydor LPHM 46 037; Decca DL 8440).

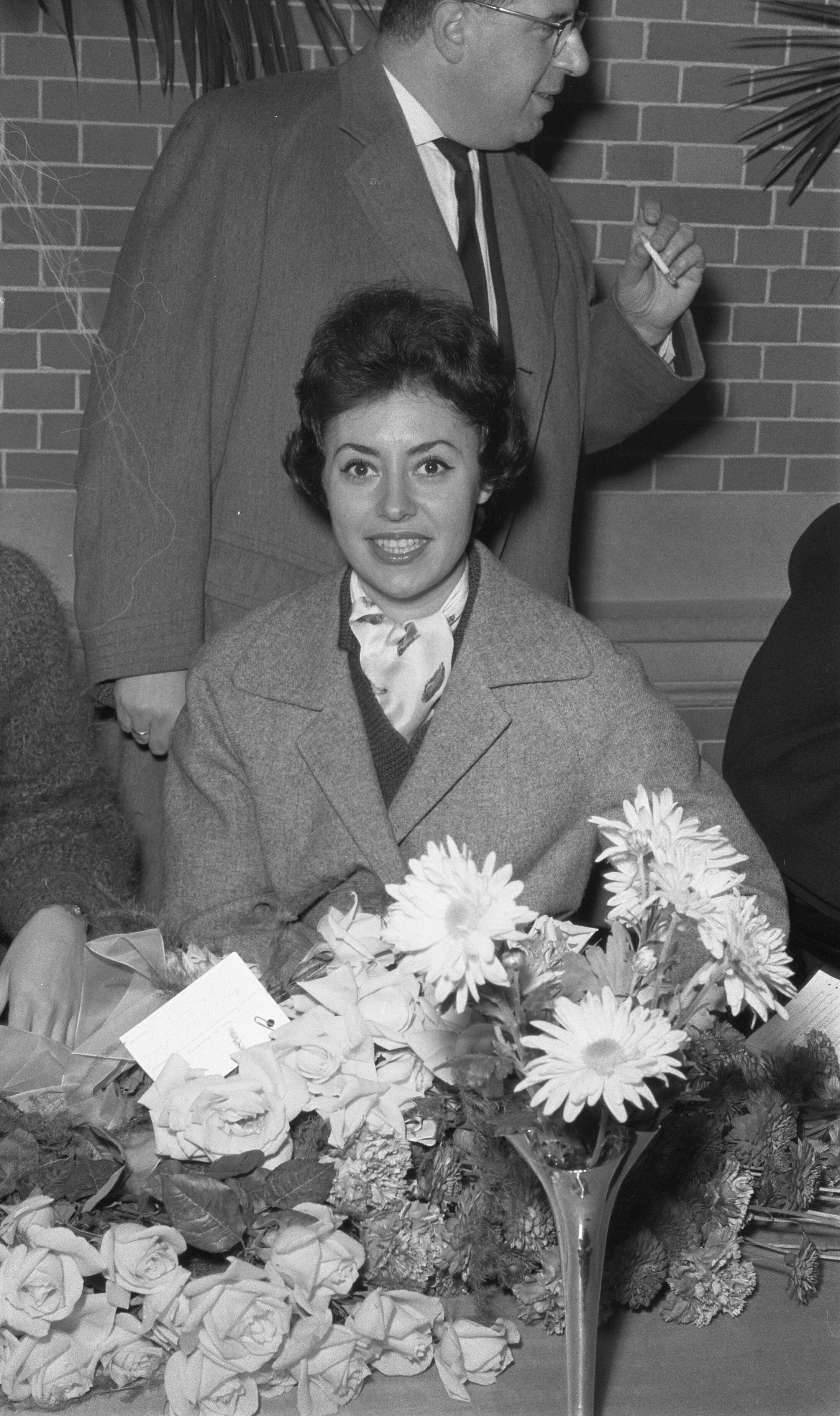
Caterina Valente (1959)

## Titelliste
1. Poinciana – 3:12
(Musik: Nat Simon / Text: Buddy Bernier)
2. Take Me in Your Arms – 2:49
(Musik: Fred Markush / Text: Mitchell Parish)
3. Moonlight in Vermont – 3:38
(Musik: Karl Suessdorf / Text: John Blackburn)
4. In the Still of the Night – 2:49
(Musik und Text: Cole Porter)
5. Out of Nowhere – 2:19
(Musik: Johnny Green / Text: Edward Heyman)
6. Someday Sweetheart – 2:17
(Musik: John Spikes, Reb Spikes)
7. Flamingo – 2:36
(Musik: Ted Grouya / Text: Ed Anderson)
8. I'm In the Market for You – 2:49
(Musik: James F. Hanley / Text: Joseph McCarthy)
9. Alone Together – 2:17
(Musik: Arthur Schwartz / Text: Howard Dietz)
10. Nocturne for the Blues – 3:26
(Musik und Text: Earle Hagen, Dick Rogers, S. Robin)
11. Where or When – 3:11
(Musik: Richard Rodgers / Text: Lorenz Hart)
12. When You Walked Out – 2:40

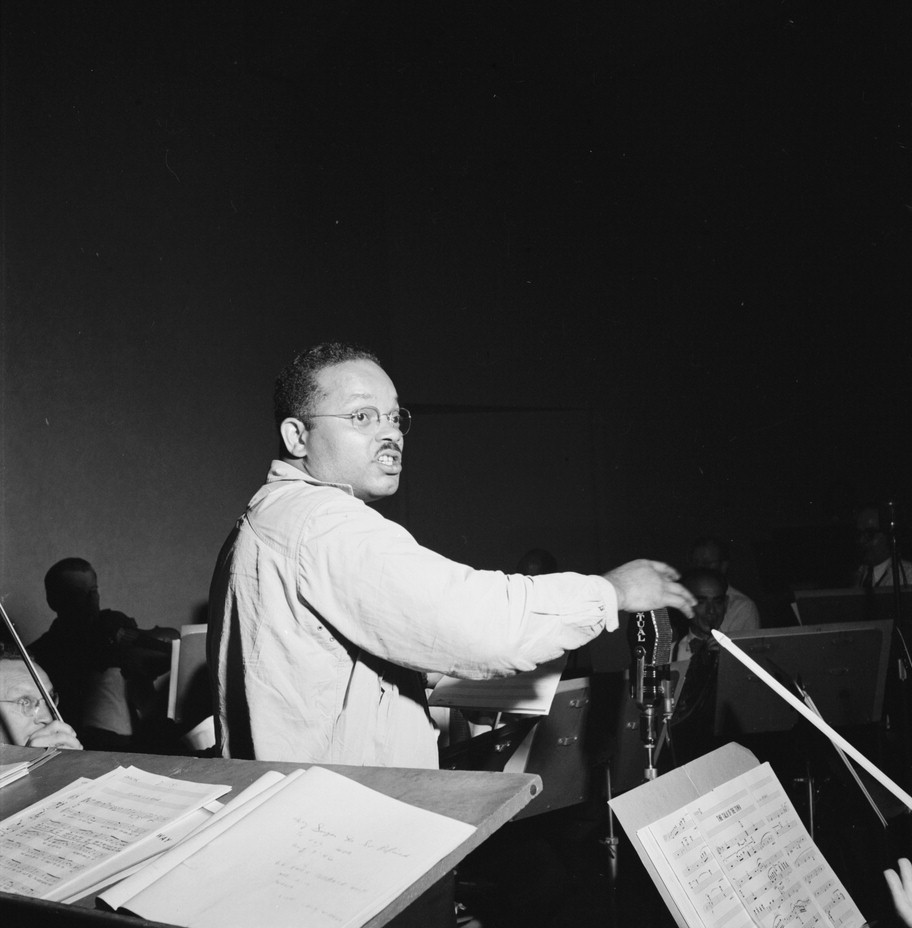
Sy Oliver (1946), Fotografie von William P. Gottlieb

(Musik und Text: Irving Berlin)

## Wiederveröffentlichung
1999 wurden die Aufnahmen erstmals einem Remastering unterzogen und als Teil des CD-Boxsets Caterina Valente – The Complete Polydor Recordings 1954-1958 (Bear Family Records BCD 16307 HL) wiederveröffentlicht. Nach dem Vorbild der erfolgreichen CD Nana Mouskouri in New York (1999) brachte Polydor das Valente-Album im Jahr 2002 unter dem Titel Caterina Valente in New York erneut in den Handel (Polydor 065 104-2).

## Kritiken
Die Wiederveröffentlichung des Albums erhielt überwiegend positive Kritiken. Michael Schuh von laut.de bezeichnete es als „swingendes Highlight“ der langen Karriere Valentes. Das Magazin Kulturnews fand, dass die historischen Aufnahmen „kein bisschen von ihrer ursprünglichen Frische verloren“ haben. Es handle sich um „ein höchst schmackhaftes Nebenprodukt des US-Mainstreams aus den Swinging Fifties“.
Helge Hopp von der Welt schlussfolgerte, das Album biete „einen charmanten Zugang zum Werk der internationalen Show-Legende“. Der Spiegel berichtete: „Die CD "Caterina Valente in New York" klingt remastered taufrisch und lebensfroh beschwingt. Trotzdem kommt Wehmut auf: Hätte Caterina Valente weniger Schlagerparaden und mehr Jazzfestivals beehrt, sie wäre eine echte Göttin der Szene geworden.“